# Apoclima incisum
Apoclima incisum är en stekelart som beskrevs av Dasch 1992. Apoclima incisum ingår i släktet Apoclima och familjen brokparasitsteklar. Inga underarter finns listade i Catalogue of Life.